# ینگی مریشکار
ینگی مریشکار (به ازبکی: Yangi Mirishkor) یک منطقهٔ مسکونی در ازبکستان است که در شهرستان مریشکار واقع شده‌است. ینگی مریشکار ۳٬۱۰۷ نفر جمعیت دارد.